# Tintovci
Tintovci (znanstveno ime Coprinellus) so rod gliv iz družine strniščark  (Psathyrellaceae).
Rod je leta 1879 opisal finski mikolog Petter Adolf Karsten. Večina vrst Coprinellus je bila prenesena iz nekoč velikega rodu tintnic (Coprinus). Molekularne študije objavljene leta 2001 so ugotovile, da si med seboj zelo podobne vrste v resnici niso sorodne in so zato nekatere vrste tintnic prerazporedile v rod črnivk (Psathyrella) ali ločena rodova tintovke (Coprinopsis) in tintovci (Coprinellus).

## Seznam tintovcev Slovenije[4]
| znanstveno ime            | slovensko ime            | slika |
| ------------------------- | ------------------------ | ----- |
| Coprinellus bisporus      | dvotrosni tintovec       |       |
| Coprinellus disseminatus  | razsejani tintovec       |       |
| Coprinellus domesticus    | domači tintovec          |       |
| Coprinellus flocculosus   | kosmičasti tintovec      |       |
| Coprinellus impatiens     | veneči tintovec          |       |
| Coprinellus micaceus      | sljudnati tintovec       |       |
| Coprinellus pallidissimus | bledi tintovec           |       |
| Coprinellus radians       | žareči tintovec          |       |
| Coprinellus saccharinus   | posipani tintovec        |       |
| Coprinellus silvaticus    | gozdni tintovec          |       |
| Coprinellus truncorum     | štorov tintovec          |       |
| Coprinellus xanthothrix   | Žoltokosmičasti tintovec |       |